# منى فتو
منى فتو (مواليد 28 نوفمبر 1970) هي ممثلة مغربية، شاركت في العديد من الأعمال السينمائية والتلفزيونية والمسرحية، من أبرز أعمالها فيلم البحث عن زوج امرأتي سنة 1995 وفيلم نساء... ونساء سنة 1997. كانت متزوجة من المخرج سعد الشرايبي الذي أخرج لها أشهر أعمالها. سبق أن خاضت تجربة في التنشيط التلفزي في برنامج «جاري يا جاري» الذي بُثّ على قناة ميدي 1 تيفي.

## من أعمالها
- حب في الدار البيضاء 1991
- اللعبة القاتلة 1994
- البحث عن زوج إمرأتي (الجزء الثاني) 1997
- نساء... ونساء 1997
- هناك حقيقة بسيطة 1997
- عبروا في صمت 1997
- عطش 2001
- جنان الكرمة 2001
- والآن... سيداتي وسادتي 2002
- رأيتهم يقتلون بن بركة 2005
- أبواب الجنة 2006
- ماجدة 2006
- طريق العيالات 2007
- بنات رحمة 2008
- رحيمو 2007
- ياك حنا جيران 2010 و2011 و2012
- ماستر شيف المغرب (مشاركة) 2017
- بنات العساس 2021
- مسلسل رحمة

## وصلات خارجية
- منى فتو على موقع IMDb (الإنجليزية)
- منى فتو على موقع ألو سيني (الفرنسية)
- منى فتو على موقع أول موفي (الإنجليزية)
- منى فتو على موقع قاعدة بيانات الفيلم (الإنجليزية)
- منى فتو على موقع كينوبويسك (الروسية)